# Hanušovce nad Topľou
Hanušovce nad Topľou (in ungherese Tapolyhanusfalva) è una città della Slovacchia facente parte del distretto di Vranov nad Topľou, nella regione di Prešov.

## Amministrazione

### Gemellaggi
- Dębica
- Nozdrzec
- Velká Bíteš